# Südgriechische Biene
Die Südgriechische Biene (Apis mellifera cecropia) ist eine Unterart der Honigbiene aus dem südlichen Griechenland. Sie kommt auch auf den Ägäischen Inseln vor.

## Morphologie und Verhalten
Apis mellifera cecropia ist optisch der italienischen Biene Apis mellifera ligustica sehr ähnlich. Sie ist wegen ihrer extremen Sanftmütigkeit und der geringen Tendenz zum Schwärmen beliebt bei Imkern.